# ナヤラ県
ナヤラ県(フランス語：Nayala)はブルキナファソのブクル・デュ・ムウン地方の県。
2006年の人口は約16.3万人。
県都はトマ。

## 行政区画

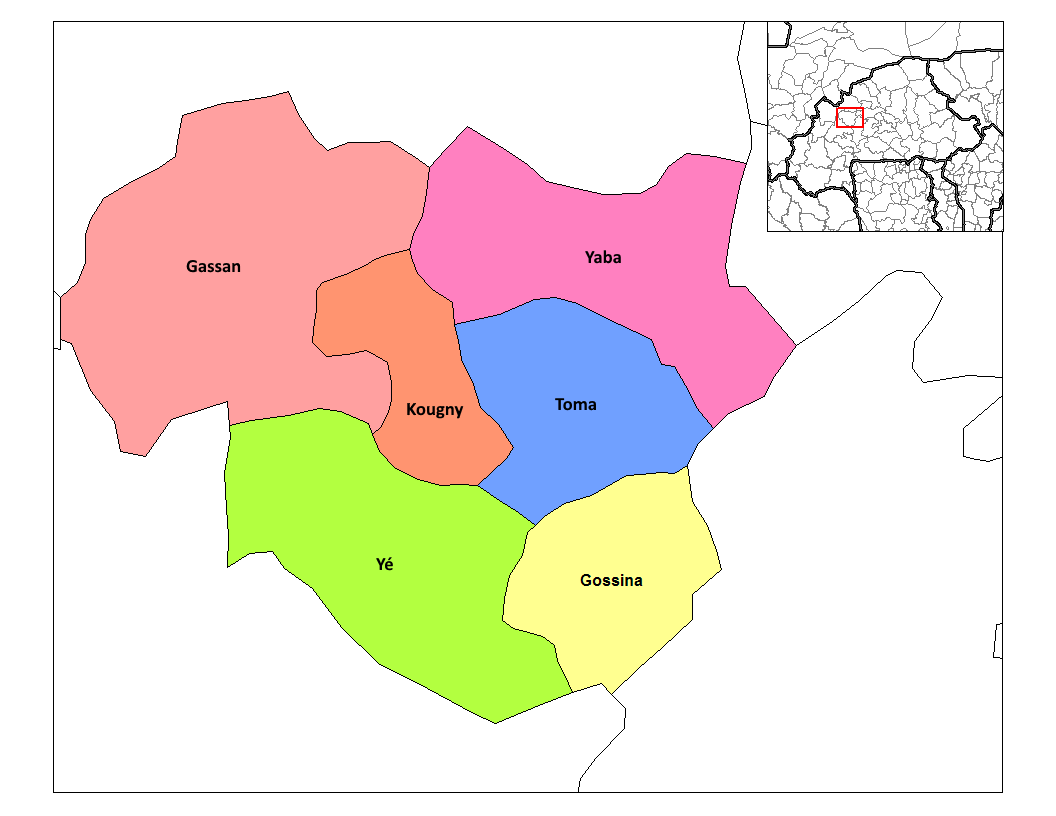
ナヤラ県の郡

| 郡         | 郡都                  | 2006年の人口 |
| ---------- | --------------------- | ------------ |
| ガッサン郡 | ガッサン              | 32,253       |
| ゴシナ郡   | ゴシナ                | 18,499       |
| クニ－郡   | クニ－                | 15,818       |
| トマ郡     | トマ                  | 29,003       |
| ヤバ郡     | ヤバ                  | 31,579       |
| イェ郡     | イェ (ブルキナファソ) | 35,718       |

## 地理
- 北：スル県
- 東：パッソレ県
- 南東：サンギエ県
- 南西：ムフン県

## 教育
2011年時点で、133の小学校と20の中学校が有った。

## 医療
2011年時点で、20の診療所が有り、3人の医者と72人の看護師が働いていた。